# 위앙사군 (수랏타니주)
위앙사군은 수랏타니주의 행정 구역이다. 이 지역의 총 인구 수는 2005년 기준으로 41,030명이다. 인구 밀도는 96km2이다.

## 행정 구역
| 번호 | 지명           | 태국어 지명 | 빌리지 | 인구   |  |
| ---- | -------------- | ----------- | ------ | ------ |  |
| 1.   | Wiang Sa       | เวียงสระ     | 10     | 9,696  |  |
| 2.   | Ban Song       | บ้านส้อง      | 18     | 6,725  |  |
| 3.   | Khlong Chanuan | คลองฉนวน    | 12     | 8,382  |  |
| 4.   | Thung Luang    | ทุ่งหลวง      | 16     | 10,374 |  |
| 5.   | Khao Niphan    | เขานิพันธ์     | 8      | 5,853  |  |

|  | 이 글은 지리에 관한 토막글입니다. 여러분의 지식으로 알차게 문서를 완성해 갑시다. |